# شاکلد (فیلم)
شاکلد (انگلیسی: Shackled) یک فیلم است که در سال ۲۰۱۲ منتشر شد. از بازیگران آن می‌توان به امیلیا کلارک اشاره کرد.